# Sybreed
Sybreed (abreviación de "synthetic breed", raza sintética en español) es una banda de Metal industrial proveniente de Ginebra, Suiza.

## Historia
Sybreed se formó en el año 2003 por el vocalista Benjamin y el guitarrista Drop. Más adelante, ellos reclutarían al bajista Burn y al baterista Alex. En su primer año después de su formación, el conjunto se concentró en escribir material para su álbum debut.
En el 2004, Sybreed lanzó su álbum debut, titulado Slave Design. La banda pasó un tiempo en giras por Estados Unidos y más adelante regresaron a Europa donde estuvieron de gira por dos años promocionando su álbum.
A principios del 2006, el baterista Alex dejó la banda debido a diferencias personales y creativas. Sybreed tuvo que "tomarse un descanso" por algunos meses. Pero poco después, la banda se puso en contacto con Dirk Verbeuren (baterista de Soilwork y Scarve) para que se les uniera temporalmente y grabara con ellos su siguiente álbum. En diciembre de 2006 la banda anunció que después de grabar Antares, el baterista Kevin asumiría ese cargo permanentemente.
El 7 de julio de 2007, la banda anunció que había firmado un contrato con la discográfica Listenable Records para el lanzamiento de su nuevo álbum, Antares el cual saldría a la venta en octubre. Más adelante, el 13 de junio de 2008, se anunció en la página web oficial de Sybreed que el 15 de agosto Antares saldría a la venta en Estados Unidos, con una canción adicional, "Plasmaterial".
Drop, el guitarrista de la banda, tomaría lugar en dos competencias; Celldweller Take It And Break It Remix Competitions, presentando "Switchback (Drop's Wave Remix) (enlace roto disponible en Internet Archive; véase el historial, la primera versión y la última)." y "Own Little World (Drop Remix)". Ambas fueron elegidas de entre cientos de presentaciones para ser incluidas en los subsecuentes álbumes lanzados por el sello discográfico de Celldweller, FiXT Music.
El 29 de junio de 2009, se anunció que Burn, el bajista de la banda, había decidido salir de Sybreed definitivamente. Aunque se mencionó que, a pesar de su salida, Burn participaría en la gira de la banda por Estados Unidos la cual daba inicio el 17 de julio de 2009, decidió no hacer el viaje, por lo que la banda tuvo que reclutar un bajista temporal, Hector González, de la banda de Thrash Metal Flatline. Una vez finalizada la gira, se confirmó en su página web que Stephane sería el nuevo bajista permanente.
El 16 de julio de 2009, la banda lanzó su tercer álbum, The Pulse of Awakening a través de Listenable Records. El álbum fue producido, mezclado y materizado por Rhys Fulber (productor de Fear Factory, Front Line Assembly y Paradise Lost) y el diseño de la carátula corrió a cargo de Spiros "Seth" Antoniou (vocalista de Septic Flesh).
El 7 de abril del 2010, la canción "Doomsday Party" fue lanzada como una pista descargable para el videojuego Rock Band.
El 29 de octubre de 2013, la banda anuncia en su web que Ben , vocalista y miembro fundador, ha decidido salir por motivos profesionales y laborales. El grupo cancela entonces sus fechas anunciadas y su gira junto a Soilwork, renunciando a buscar un sustituto para dichos compromisos. La separación es amistosa y, a partir de ese momento, se abre un lapso para dedicarse a otros proyectos y reflexionar sobre el futuro.

## Estilo musical
El sonido de Sybreed es notoriamente agresivo y melódico a la vez. Esta fuertemente influenciado por distintos subgéneros del Metal como el Melodic Death Metal y el Black metal, teniendo como base de su sonido al Metal industrial, Metal alternativo y Groove metal combinado con bastantes elementos de Synthpop y Darkwave.
El Math metal tiene un papel fundamental en sus composiciones por el uso de riffs polirrítmicos, compases poco usuales y ritmos irregulares.
De acuerdo con la información de la banda en su MySpace, Sybreed define su música como death wave. La banda ha citado como sus más grandes influencias a  Fear Factory, Killing Joke, Strapping Young Lad, Meshuggah y Depeche Mode.

## Integrantes
- Thomas "Drop" Betrisey – Guitarras y programación (2003-2013)
- Kevin Choiral – Batería (2006-2013)
- Ales Campanelli - Bajo (2011-2013)

### Pasados
- Alex – Batería (2003–2006) (Breach The Void)
- Stéphane Grand – Bajo (2009 - 2011)
- Burn – Bajo (2003-2009)
- Dirk Verbeuren – Baterista de sesión en Antares (Soilwork, Scarve, Aborted)
- Benjamin Nominet – Voz (2003 - 2013)

## Discografía
- Slave Design (2004)
- Antares (2007)
- The Pulse of Awakening (2009)
- God Is An Automaton (2012)

EP
- A.E.O.N (2009)
- Challenger (2011)